# أفعوانية (آلة موسيقية)
الأفعوانيّة هي آلة نفخ نحاسية منخفضة النغمة طُورت في عصر النهضة ذات مبسم يشبه مبسم المترددة وفتحات نغمة (لاحقاً بمفاتيح) مثل آلة نفخ خشبية.